# Bomolocha pallialis
Bomolocha pallialis là một loài bướm đêm trong họ Noctuidae.